# (38265) 1999 RT22
1999 RT22 (asteroide 38265) é um asteroide da cintura principal. Possui uma excentricidade de 0.09600370 e uma inclinação de 8.81464º.
Este asteroide foi descoberto no dia 7 de setembro de 1999 por LINEAR em Socorro.